# Fytohormoner
Fytohormoner eller växthormoner är alla naturliga hormoner som tillverkas i växter, och som har till funktion att reglera plantans grobarhet och rotning, tillväxt, utseende, livscykel, ämnesomsättning, fortplantning (blommor, ståndare, fruktämne), nedbrytning med mera. Växter har inte som djurriket körtlar som producerar och utsöndrar hormoner, utan hormonerna tillverkas i cellerna; de kan dock påverkas av hormonliknande kemikalier från svampar och bakterier.
Växternas hormonnivåer är mycket låga, vilket har gjort att det har varit svårt att studera dem. Forskning har pågått sedan 1970-talet. Hormonerna styr genuttryck, gentranskription, celldelning, celldifferentiering och tillväxt. De förekommer i tre huvudklasser: auxiner, cytokininer, och gibberelliner.

## Hormonernas funktion

### Auxiner
Auxiner, d. v. s. indol-3-ättiksyra och vissa besläktade substanser, bildas i bl. a. skottspetsar och blad. De stimulerar bl. a. celldelning och celltillväxt i skottdelar och anläggning av nya rötter, hämmar rottillväxt och håller sidoknoppar i vilande tillstånd. Den biologiska betydelsen av auxin upptäcktes i samband med studier över växtdelars krökningsrörelser (tropism).

### Cytokininer
Cytokininer, t. ex. zeatin, ett derivat av adenin, bildas framför allt i rötter, stimulerar celldelning, reglerar transport och motverkar åldringsprocesser. Cytokininer byggs in i vissa typer av RNA, och det är sannolikt därigenom de utövar sin verkan.

### Gibberelliner
Gibberelliner stimulerar celltillväxt i vissa skottdelar, bryter viltillstånd och påverkar blomning. Bortåt hundra olika typer av giberelliner är kända. Ofta förekommer många typer i samma växt och tycks ha något olika funktioner.

### Övriga hormoner
Abskisinsyra bildas framför allt vid vattenbrist och andra stresstillstånd, men också i frön som ett steg i den normala mognadsprocessen. Abskisinsyra stänger klyvöppningarna, åstadkommer i högre doser bladfällning samt initierar och vidmakthåller vilotillstånd i knoppar och frön.
Eten, ett gasformigt hormon, bildas vid åldringsprocesser och i mognande frukter, påskyndar fruktmognad och bladfällning och ger i låga doser epinasti, d. v. s. nedåtkrökning av bladskaft och sidoskott. På grund av etylenbildningen hos t. ex. äpplen är det olämpligt att förvara dem i samma rum som prydnadsväxter.
Tiamin bildas i de ovanjordiska växtdelarna och leds till roten, för vars tillväxt det är nödvändigt. Hos en del växter kräver rötterna tillförsel också av små mängder pyridoxin och niacin från skottet, varför dessa substanser hos sådana växter är hormoner. Andra organiska substanser, t. ex. sockerarter, som syntetiseras och utövar sin verkan i större mängder, räknas däremot inte som hormoner.
I praktisk växtodling utnyttjar människan för reglering av växternas utveckling flera syntetiska substanser med växthormonliknande verkan: ogräsutrotnings- och avlövningsmedel av auxintyp (klorerade fenoxiättiksyror som 2,4-D och 2,4,5-T, som ingår i Hormoslyr), besylademin, som ger cytikiniverkan, samt etylen, vilken används för att reglera mogningshastigheten hos lagrad frukt.